# Аббас, Эсса
Эсса Аббас Фалех Хашем (араб. عيسى عباس فالح هاشم‎; 8 января 1960) — кувейтский прыгун в длину. Участник летних Олимпийских игр 1980 года.

## Спортивная биография
В 1980 году Эсса Аббас принял участие в летних Олимпийских играх в Москве в соревнованиях в прыжках в длину. Турнир сложился для кувейтского легкоатлета крайне неудачно. В квалификационном раунде Аббас не смог сделать ни одной зачётной попытки и выбыл из соревнований.